# Tomàs Bou
Tomàs Bou (Solsona, 1785 - Solsona, 1840 aprox.) fou un escriptor i teòleg català, religiós dominic, que ensenyà teologia a la Universitat de Cervera i lector de filosofia a la Solsona.

## Biografia
Tomàs Bou nasqué a la ciutat de Solsona l'any 1785.
Fou conegut per la seva participació en les lluites ideològiques del Trienni Constitucional, fet que provocà que s'hagués d'exiliar l'any 1821 a Tolosa de Llenguadoc. Durant el Trienni, el clergat va assumir una part important de la propaganda política i ideològica del bàndol reialista. Tomàs Bou enfou un dels clars exemples, juntament amb Magí Ferrer.
Després de l'exclaustració va establir-se de nou a la seva ciutat natal. Va ser poeta i orador sagrat, molt popular per escrits en català polèmics contra el liberalisme. El 1824 publicà el sermó Jesucrist crucificat, capità dels servils, clar exemple de seguiment ideòleg reialista per part del clergat, on per un costat tracta de moderats als reialistes
| «           | estich molt distant de pensar, devots Bergadans, que siau tant faltats de llums com maliciosament nos imputan nostres enemichs | » |
| — Tomàs Bou | |   |

i per l'altre, aposta per remarcar el fanatisme dels liberals:
| «           | que han caygut en lo més gran fanatisme que's puga veurer, de defensar a costa de la sanch de sos conciutadans una llibertat desenfrenada | » |
| — Tomàs Bou | |   |

## Obra
- Conversa entre Albert i Pasqual, en dècimes catalanes (1821)
- Jesucrist crucificat, capità dels servils (1824): Sermó que predicà en lo castell de la Real Vila de Berga en la solemne trasladó de la imatge dita del sant christo del castell a la capella novament construïda en dit Hoch lo dia 30 del mes de maig de 1824. Manresa, Impremta d'Ignasi Abadal, 1824[4]

- Quatre converses entre dos personatges dits Albert i Pasqual (1830). Les primeres versions de l'obra sortiren sense signatura, però ja l'any 1830 aparegué una recopilació a Barcelona, ja signada per Tomàs Bou.[4]